# マルカム4世 (スコットランド王)
マルカム4世（Malcom IV, 1142年3月20日 - 1165年12月9日）は、スコットランド王（在位：1153年 - 1165年）。デイヴィッド1世の次男ハンティンドン伯ヘンリーとサリー伯爵ウィリアム・ド・ワーレンの娘エイダの長男。ウィリアム1世とハンティンドン伯デイヴィッドの兄。「the Maiden（未婚王）」と呼ばれた。

## 生涯
1153年に祖父が没したとき、世嗣だった父が前年に死去していたために、マルカム4世は11歳で王位についた。
即位早々にノルウェー王エイステイン2世が北東部のアバディーンを襲い、北部ハイランドの豪族達が反旗を翻した。また、イングランド王ヘンリー2世はデイヴィッド1世が奪ったイングランド北部の返還を要求し、マルカム4世はこれに屈して、1157年にハンティンドン伯領と引き換えにノーサンバーランド・カンバーランド・ウェストモーランドの3州領有権を放棄した。1159年にはヘンリー2世のフランス・トゥールーズ伯領遠征に参加して弟のウィリアム（後のウィリアム1世）共々騎士に叙任されたが、3州の領主だったウィリアムはヘンリー2世の圧力で没収された恨みを忘れず、奪還に執念を燃やすことになる。
マルカム4世のイングランドに対する態度を屈辱と反発したスコットランド貴族たちは南西部のギャロウェイなどで反乱を起こしたが、成長したマルカム4世は反乱に立ち向かい、1160年から1164年にかけて祖父が登用したノルマン人貴族に北部を討伐させ、ギャロウェイも併合して豪族たちを制圧した。しかし、翌1165年に病を得て23歳で没した。独身で子がなかったため、王位は弟のウィリアム1世が継いだ。